# Waltherstraßenbrücke
Die Waltherstraßenbrücke ist eine ca. 300 Meter lange Straßenbrücke in der westlich des Dresdner Stadtzentrums gelegenen Friedrichstadt. Sie führt die namensgebende Waltherstraße, benannt nach Hermann Walther (1815–1871), Oberarzt am Krankenhaus Friedrichstadt, über die Betriebsanlagen des Personen- und Güterbahnhofs Dresden-Friedrichstadt.

## Lage und Anbindung
Waltherstraße und Waltherstraßenbrücke verlaufen nahezu geradlinig in leicht nordöstlicher Richtung. Der Straßenabschnitt mit der Brücke beginnt an der Fröbelstraße etwa 250 m östlich des Knotenpunktes mit dem Emerich-Ambros-Ufer (Bundesstraße 173) und endet an der Kreuzung mit der Schäfer- und Hamburger Straße. Die Waltherstraße verläuft von dort aus weiter nach Nordosten, bis sie Bremer und Magdeburger Straße erreicht, die Teil der Bundesstraße 6 sind.
Die Brücke ist Teil der innerstädtischen Staatsstraße 73, die von der Fröbelstraße/B 173 über Waltherstraße, Hamburger Straße, Flügelweg, Flügelwegbrücke und Washingtonstraße bis zur Anschlussstelle „Dresden-Neustadt“ der Bundesautobahn 4 verläuft. Sie ist damit Teil des Dresdner Hauptverkehrsstraßen- sowie Lkw-Vorrangroutennetzes. Im Bereich des ca. 2 Kilometer langen, in Ost-West-Richtung ausgedehnten Bahnhofs Dresden-Friedrichstadt ist die Waltherstraßenbrücke eine von drei Nord-Süd-Verbindungen im Hauptverkehrsstraßennetz: an der westlichen Stadtteilgrenze zu Cotta quert der Flügelweg die Bahnstrecke Berlin–Dresden, an der östlichen Grenze zur Wilsdruffer Vorstadt verläuft die Löbtauer Straße.
Am Südende der Brücke bindet die ebenfalls unterführte Potthoffstraße den Containerumschlagplatz zwischen Straße und Schiene an.

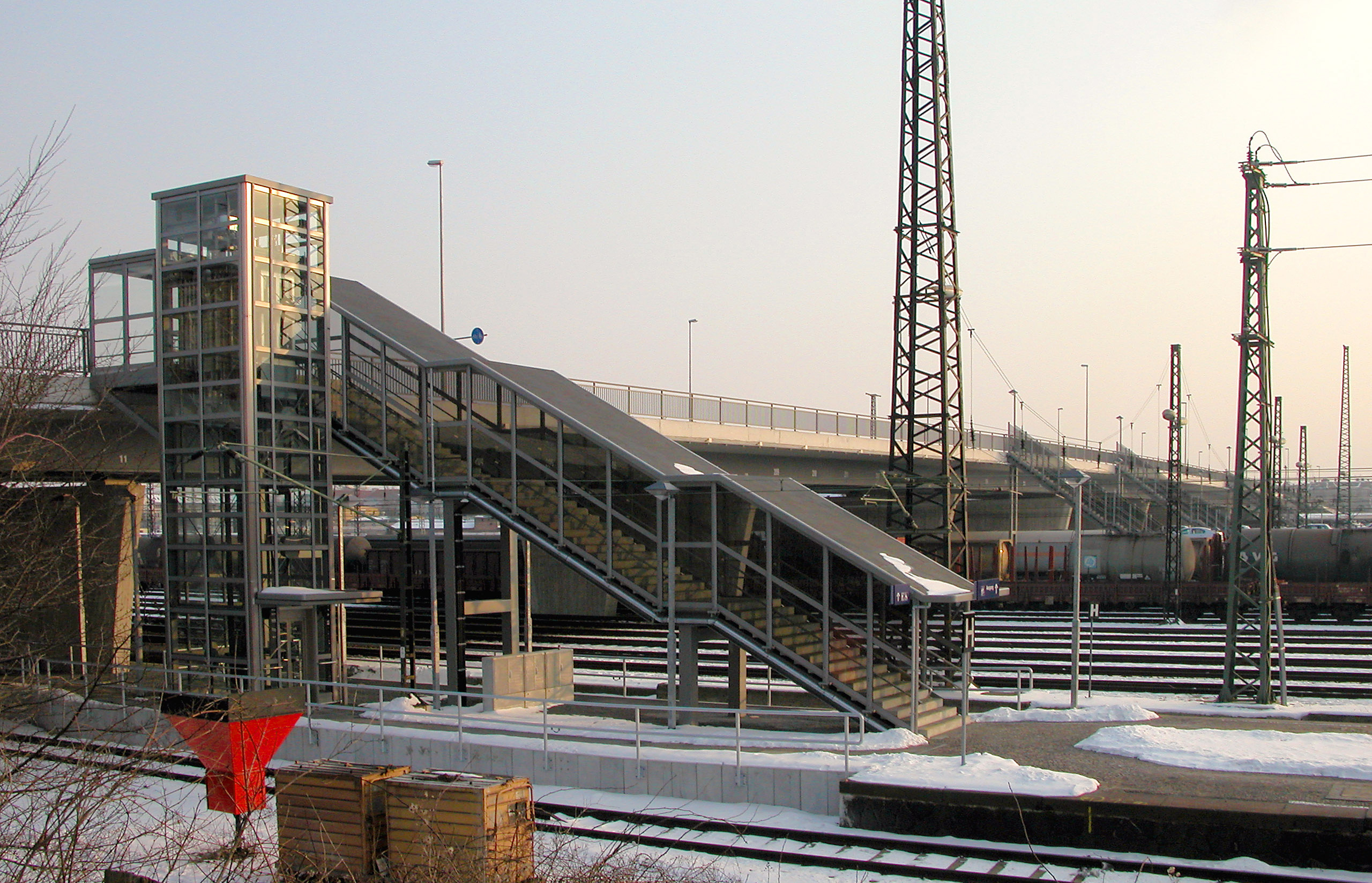
Zugang zum Bahnsteig von der Brücke aus

Über die Waltherstraßenbrücke ist der Zugang zum Personnennahverkehrshalt im Bahnhof Friedrichstadt möglich. Am Nordende der Brücke führen dazu zwei Treppenanlagen auf den Bahnsteig hinab. Auf der Westseite der Brücke gibt es einen Aufzug für den barrierefreien Zugang.

## Konstruktion
Die 298 m lange und 22,20 m breite Brücke besteht aus einem Stahlverbundquerschnitt mit drei stählernen Hohlkästen und einer durchgehenden Fahrbahnplatte aus Stahlbeton. Die zehn Stahlbetonpfeiler sind die 15 m breit und 8 m hoch, die größte Stützweite beträgt 38 m.

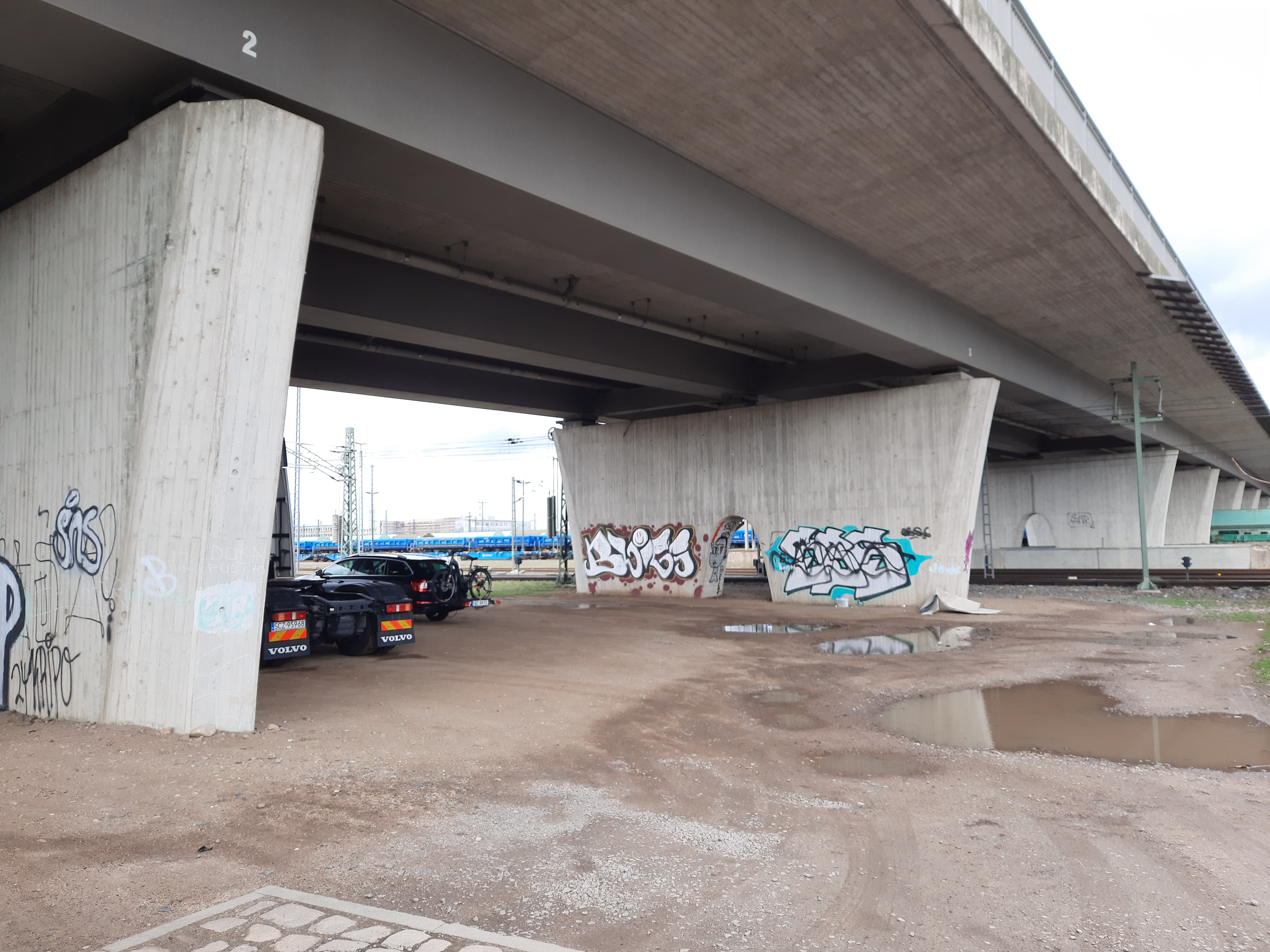
Überbau und Stützen der Waltherstraßenbrücke
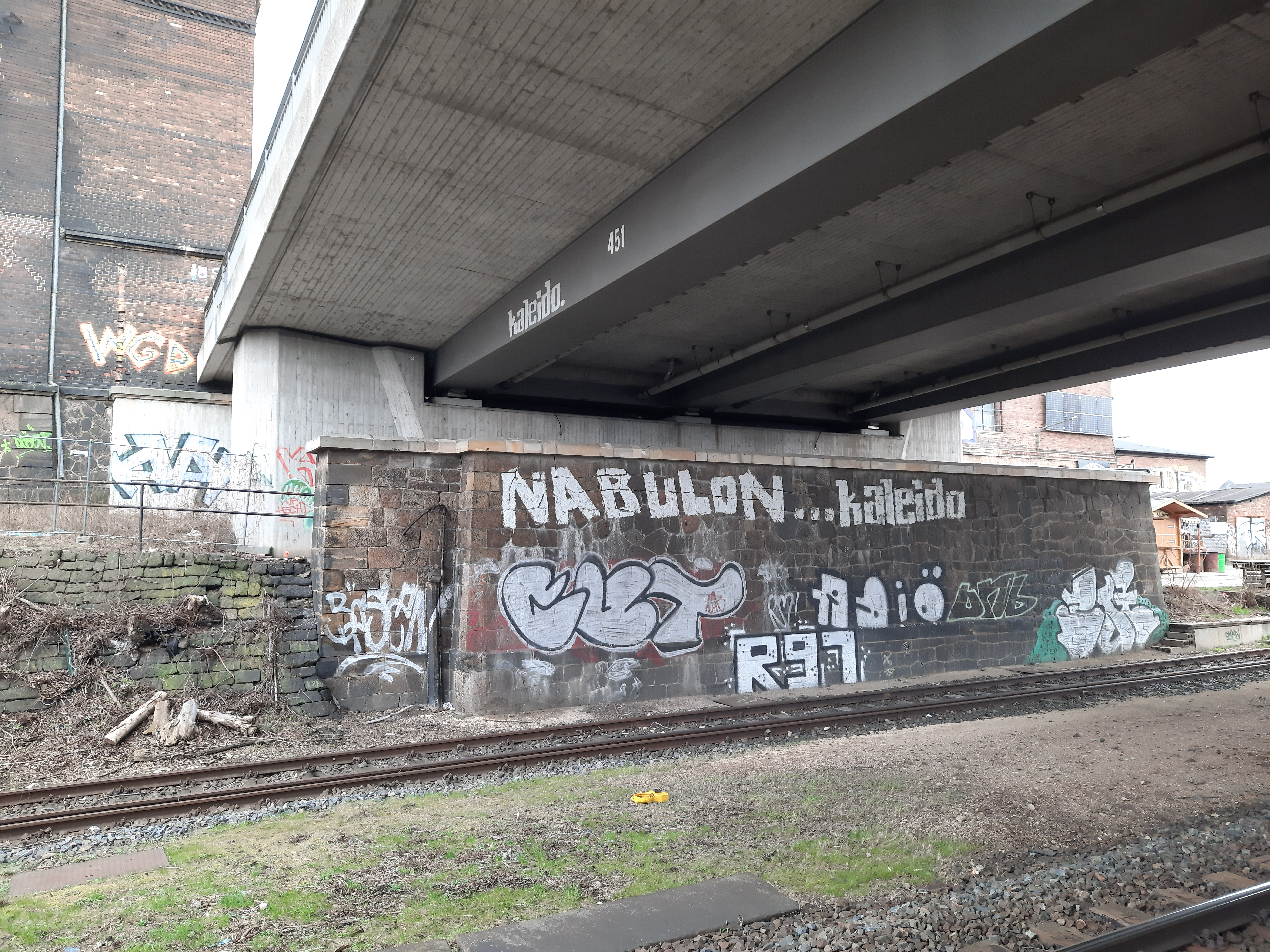
Nördliches Widerlager mit Resten der alten Brücke

## Geschichte

### Vorgeschichte

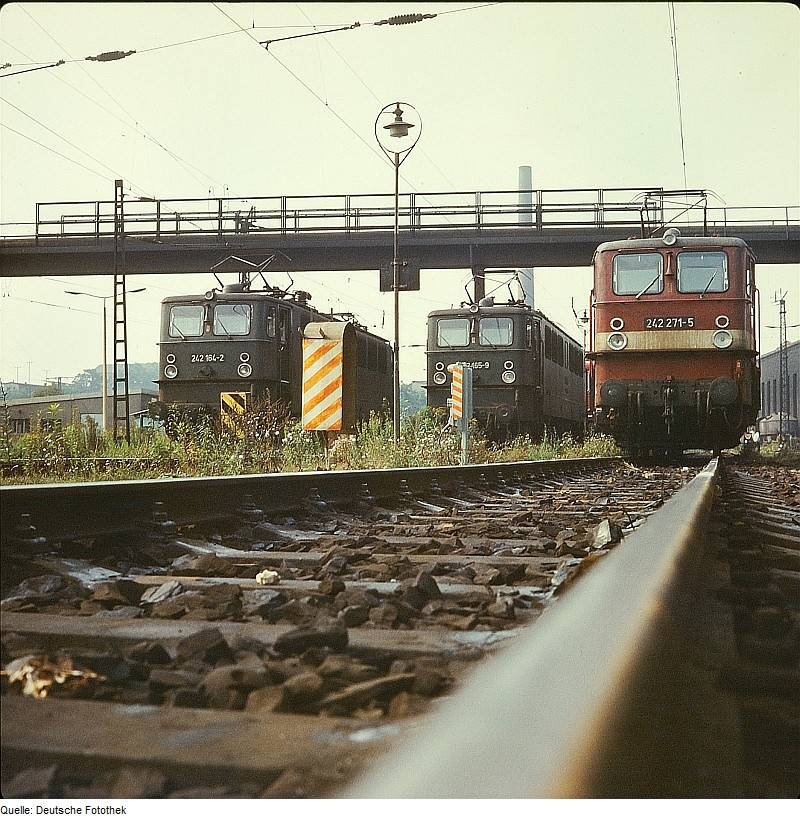
Waltherbrücke, 1981

Vorläufer der Waltherstraßenbrücke war die stählerne Waltherbrücke, die bis 1894 im Zusammenhang mit dem Bau des Rangierbahnhofs Friedrichstadt anstelle eines bisher vorhandenen Tunnels der Waltherstraße unter den Bahnanlagen errichtet wurde. Diese Brücke war 293 m lang und hatte 23 stählerne und steinerne Pfeiler. Im Jahr 1925 wurden Korrosionsschäden an der Brücke festgestellt, sodass bis 1936 das Tragwerk verstärkt und der Belagstahl unter der Fahrbahn durch Stahlbeton ersetzt wurde. Eine erneute Instandsetzung erfolgte nach Kriegsschäden 1945.
Für die Elektrifizierung der Bahnstrecke Berlin–Dresden und die Installation der dafür erforderlichen Oberleitungen musste die Lichte Höhe des Bauwerks erhöht werden. Dazu wurde die Brücke 1966/67 angehoben, jedoch geschah dies lediglich auf der Westseite, der östliche Brückenteil wurde abgetragen. Die Brücke war seitdem nicht mehr für Kfz-Verkehr freigegeben und diente lediglich dem Fußgänger- und Radverkehr.

### Brückenbau
Ein Neubau der sanierungsbedürftigen Brücke war im Verkehrskonzept 1994 vorgesehen, ab 1999 bestand Baurecht, jedoch standen nicht in ausreichendem Maße Finanzmittel für den Bau zur Verfügung.
Während des Elbhochwassers 2002 wurde die alte Brücke weiter beschädigt. Sie war jedoch die einzige hochwassersichere Verbindung in die Friedrichstadt, sodass sie unter anderem für die Evakuierung des Krankenhauses Friedrichstadt wieder von Fahrzeugen befahren wurde. Aufgrund der durch Hochwasser und Befahrung entschadenen Schäden war im Folgenden ein Abriss und Neubau des Bauwerks unumgänglich. Die Finanzierung konnte durch Mittel aus dem Aufbauhilfefonds Hochwasser gesichert werden. Für die Wiederherstellung der Straßenverbindung beteiligte sich die Stadt mit einem Eigenanteil an den Baukosten und erhielt zudem Fördermittel. Auch die Deutsche Bahn wurde an der Finanzierung des Projektes beteiligt. Insgesamt lagen die Baukosten bei etwa 20 Millionen Euro.
Zunächst wurde die alte Brückenkonstruktion vom 20. August 2003 bis zum 17. Oktober 2003 abgebrochen. Dabei wurden 500 Tonnen Stahlschrott und 1000 Kubikmeter Beton entsorgt.
Am 14. November 2003 begann der Neubau der Brücke im Taktschiebeverfahren von der südlichen Seite (Fröbelstraße) aus. Der Überbau wurde dabei mit bereits fertig montierter Fahrbahnplatte eingeschoben. Als Vorbauschnabel diente ein 23 m langes noch nicht mit der Fahrbahnplatte versehenes Brückenteil. Der Knotenpunkt der Walther- mit der Fröbelstraße wurde ausgebaut sowie die Anbindung der Potthoffstraße teilplangleich gestaltet. Die Verkehrsfreigabe der neuen Brücke war nach einer Bauzeit von einem Jahr und einem Monat am 14. Dezember 2004.

Brückenbau
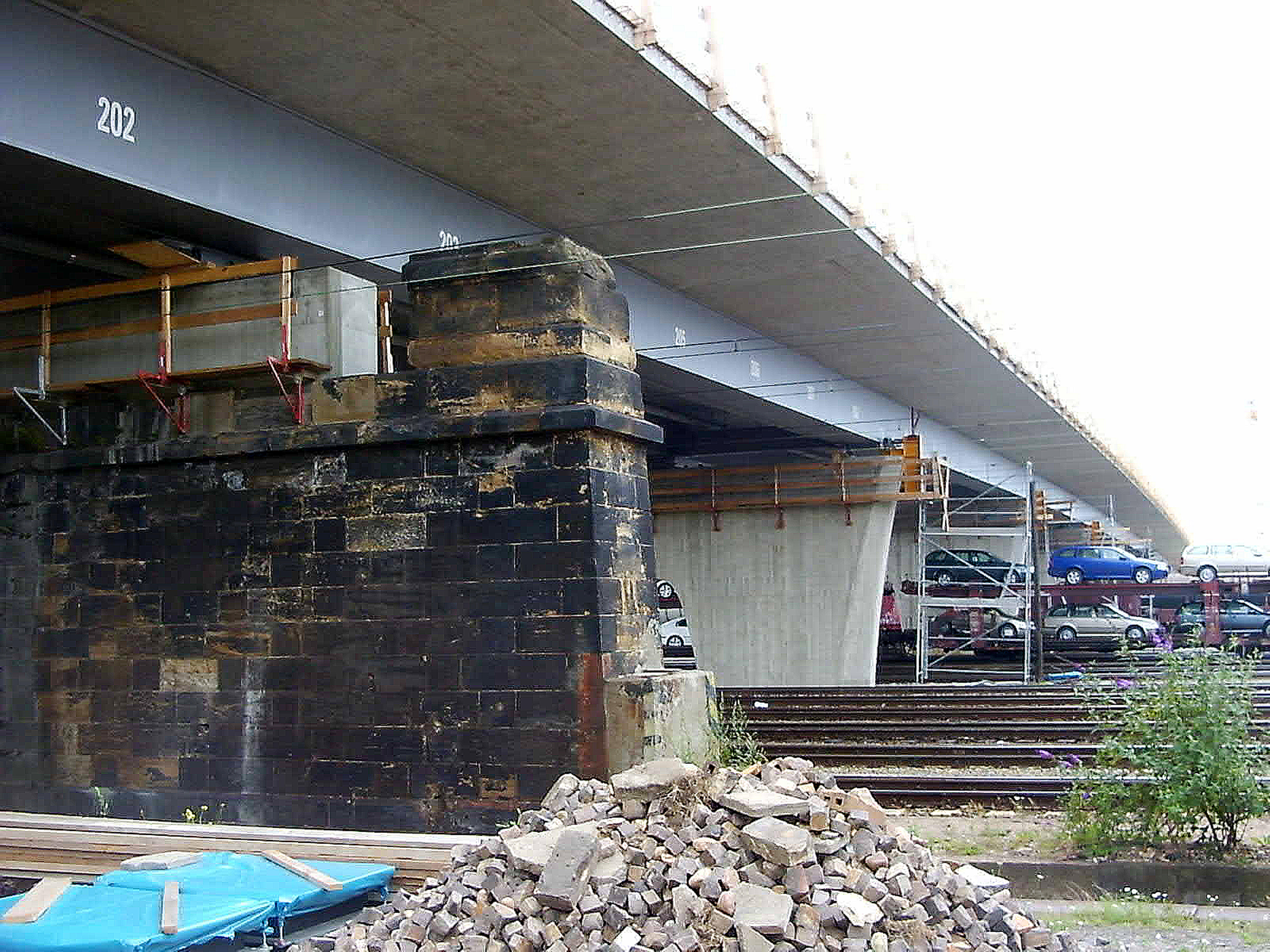
Ansicht des Baus vom Boden, Juni 2004
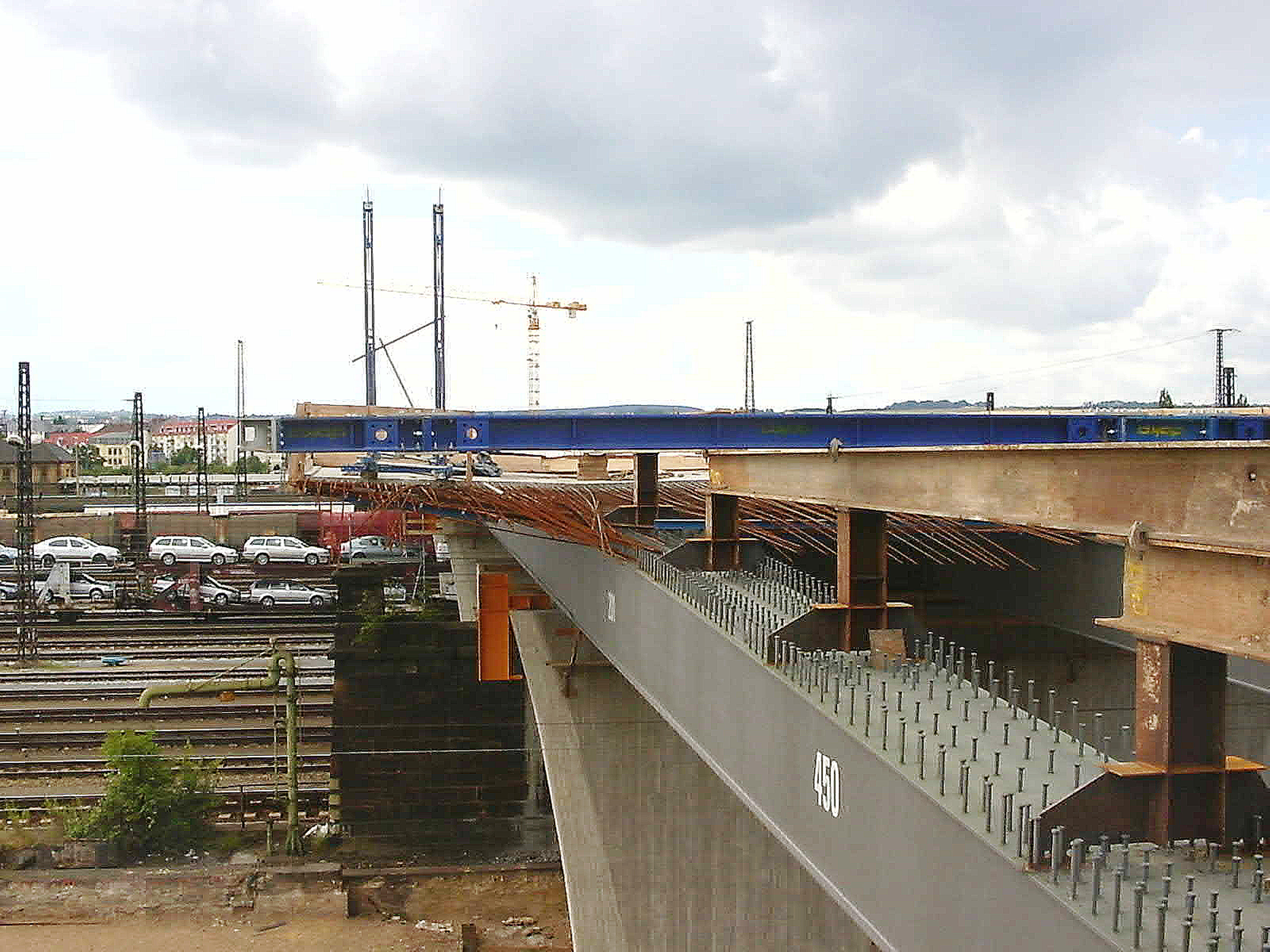
Ansicht des Baus von Höhe der Fahrbahnplatte, Juni 2004
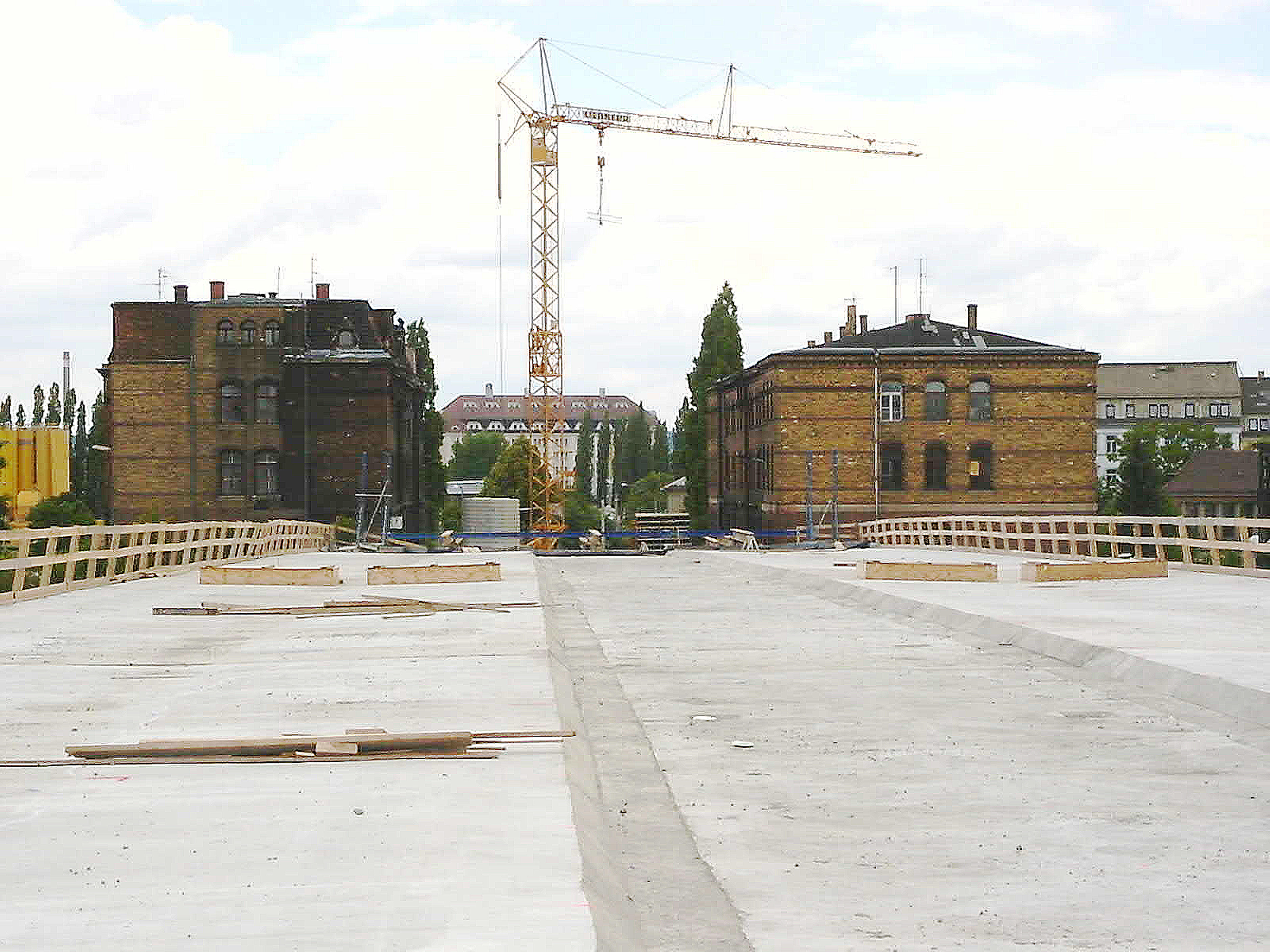
Fahrbahnplatte vor Beginn des Straßenbaus

## Verkehr

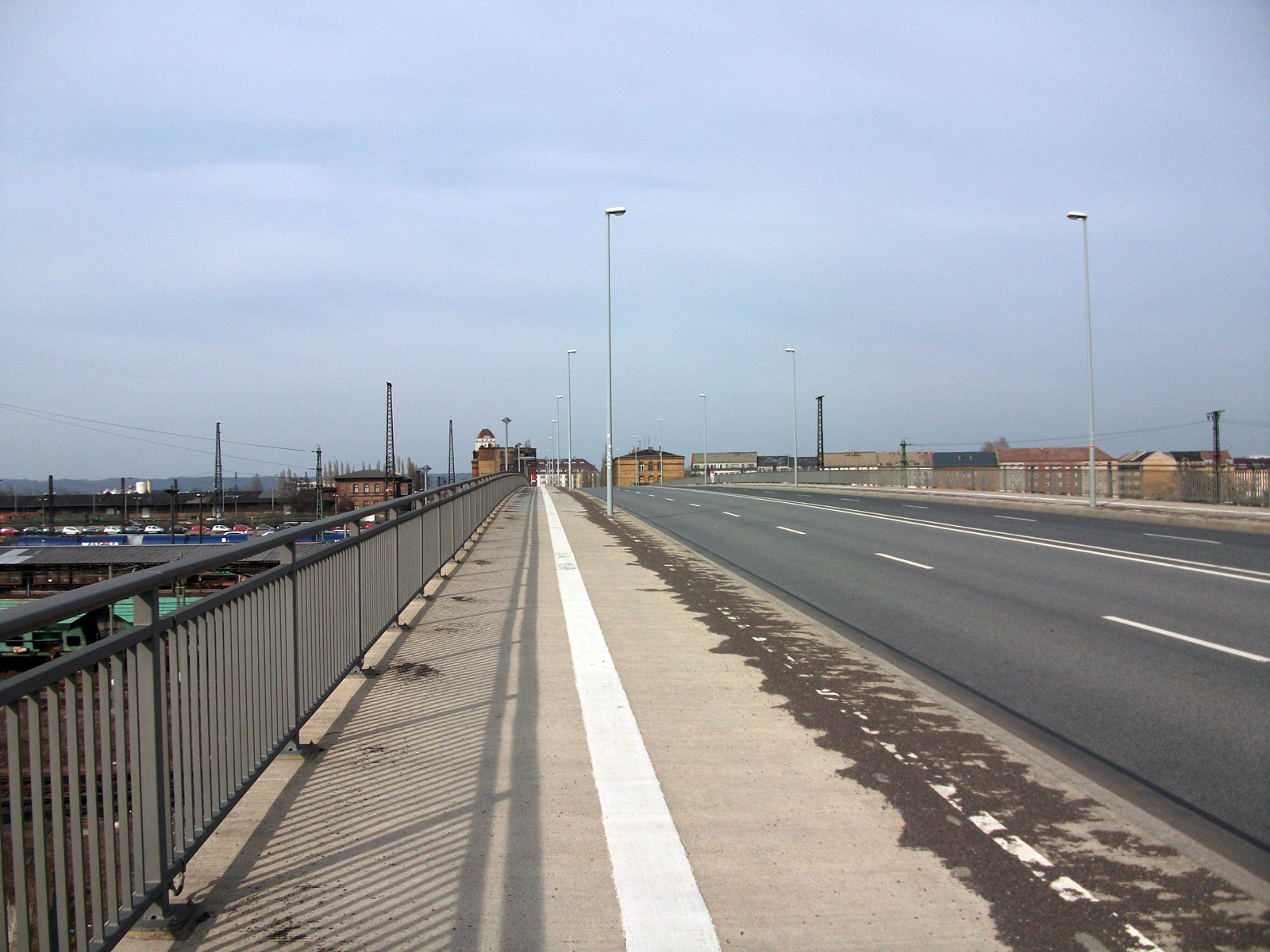
Fahrbahn der Wahltherstraßenbrücke, 2010

Die Brücke hat zwei Fahrstreifen je Richtung ohne bauliche Mitteltrennung für den Straßenverkehr sowie Geh- und Radwege auf beiden Seiten. Im September 2024 nutzten die Brücke etwa 8.500 Kraftfahrzeuge am Tag, davon zählten etwa fünf Prozent zum Schwerverkehr. Die Fahrtrichtung Süden ist dabei etwas stärker belastet. Die Verkehrsbelastung entwickelte sich wie folgt:
| Jahr | Verkehrsstärke (Kfz/Tag) | Anteil Schwerverkehr (%) |
| ---- | ------------------------ | ------------------------ |
| 2008 | 6.800                    | 12                       |
| 2013 | 9.000                    | 13                       |
| 2019 | 10.400                   | 8                        |
| 2024 | 8.500                    | 5                        |

Im städtischen Radverkehr ist die Waltherstraßenbrücke Teil einer Alltagshauptroute.
Der öffentliche Personennahverkehr nutzt die Waltherstraßenbrücke gegenwärtig nicht. Die Konstruktion der Brücke ist jedoch so ausgelegt, dass die nachträgliche Einrichtung einer Gleisverbindung zwischen den Straßenbahnstrecken entlang der Fröbel-/Cottaer Straße im Süden und Schäfer-/Walther-/Hamburger Straße im Norden als Alternative zur Führung entlang der Löbtauer Straße möglich ist.